# والی الدز
والی الدز (انگلیسی: Wally Olds; ۱۷ اوت ۱۹۴۹ – ۱۱ ژانویهٔ ۲۰۰۹) بازیکن هاکی روی یخ اهل ایالات متحده آمریکا بود.